# Mount Saw
Mount Saw är ett berg i Antarktis. Det ligger i Östantarktis. Australien gör anspråk på området. Toppen på Mount Saw är 1 774 meter över havet.
Terrängen runt Mount Saw är en högslätt, och sluttar norrut. Trakten är obefolkad. Det finns inga samhällen i närheten.